# Philodromus ketani
Philodromus ketani là một loài nhện trong họ Philodromidae.
Loài này thuộc chi Philodromus. Philodromus ketani được Pawan U. Gajbe miêu tả năm 2005.